# کارمن میراندا
کارمن میراندا (انگلیسی: Carmen Miranda؛ زاده ۹ فوریهٔ ۱۹۰۹ درگذشته ۵ اوت ۱۹۵۵) خوانندهٔ سامبا، رقصنده، هنرپیشهٔ برادوی و ستاره سینمای اهل برزیل بود.